# Хоума
Хоума (енгл. Houma) град је у америчкој савезној држави Луизијана.

## Демографија
По попису из 2010. године број становника је 33.727, што је 1.334 (4,1%) становника више него 2000. године.
| Група             | 2000.          | 2010.          |
| Белци             | 21.569 (66,6%) | 21.658 (64,2%) |
| Афроамериканци    | 8.461 (26,1%)  | 8.221 (24,4%)  |
| Азијати           | 230 (0,7%)     | 346 (1,0%)     |
| Хиспаноамериканци | 571 (1,8%)     | 1.626 (4,8%)   |
| Укупно            | 32.393         | 33.727         |